# Aurel (Vaucluse)
Aurel es una comuna francesa situada en el departamento de Vaucluse, en la región de Provenza-Alpes-Costa Azul.

## Demografía
| 633 | 564 | 685 | 689 | 715 | 780 | 688 | 672 | 646 | 635 | 637 | 657 | 630 | 544 | 552 | 518 | 489 | 427 | 408 | 362 | 323 | 305 | 255 | 213 | 165 | 157 | 137 | 132 | 113 | 126 | 128 | 156 | 180 | 193 |
| Para los censos de 1962 a 1999 la población legal corresponde a la población sin duplicidades (Fuente: INSEE [Consultar]) |     |     |     |     |     |     |     |     |     |     |     |     |     |     |     |     |     |     |     |     |     |     |     |     |     |     |     |     |     |     |     |     |     |